# Элла (город)
Э́лла (синг. ඇල්ල, там. எல்ல, англ. Ella) — город в нагорной части Шри-Ланки, в составе округа Бадулла провинции Ува, в 22 км южнее столицы округа — Бадуллы, и примерно в 200 км к востоку от Коломбо. Население — около 45.000 жителей, из них сингалов примерно 30.000, тамилов — 13.000.
Элла получила известность у туристов в качестве места отдыха благодаря своему живописному расположению среди покрытых тропическими лесами и чайными плантациями гор, а также приятному горному климату. В городе есть несколько водопадов, в том числе каскад Раваны общей высотой около 25 метров. Название города в переводе с сингальского языка буквально означает «водопад».
Через город проходит Главная линия (англ. Main Line) железных дорог Шри-Ланки, в центре есть железнодорожная станция Элла, на восточной окраине — остановочный пункт Киталэлла.
- Водопад Раваны
- Скальный буддийский храм Раваны
- Станция Киталэлла

## Климат
Климат тропический. Благодаря расположению Эллы между гор на высоте около 1000 м над уровнем моря средние значения температуры и влажности воздуха существенно ниже, чем на побережье Шри-Ланки, однако выше и равномернее, чем в более высокой части нагорья (например, в городе Нувара-Элия), что делает микроклимат Эллы очень комфортным.
| Показатель                    | Янв. | Фев. | Март | Апр. | Май  | Июнь | Июль | Авг. | Сен. | Окт. | Нояб. | Дек. | Год  |
| ----------------------------- | ---- | ---- | ---- | ---- | ---- | ---- | ---- | ---- | ---- | ---- | ----- | ---- | ---- |
| Средний суточный максимум, °C | 22,8 | 24,1 | 26,5 | 27,4 | 27,1 | 27   | 26,7 | 26,8 | 26,9 | 25,6 | 24,4  | 23   | -    |
| Средняя температура, °C       | 19,2 | 19,8 | 21,1 | 21,8 | 22,5 | 22,3 | 22,1 | 22,1 | 21,7 | 21,2 | 20,3  | 19,4 | 21,1 |
| Средний суточный минимум, °C  | 15,6 | 15,6 | 15,7 | 16,2 | 17,9 | 17,7 | 17,6 | 16,6 | 16,8 | 16,3 | 15,9  | 18,8 | -    |
| Норма осадков, мм             | 185  | 109  | 146  | 238  | 135  | 42   | 67   | 99   | 116  | 258  | 299   | 251  | 1945 |
| Источник: climate-data.org    |      |      |      |      |      |      |      |      |      |      |       |      |      |